# Bram Stoker's Dracula
Bram Stoker's Dracula (soms ook wel gewoon Dracula genoemd) is een Amerikaanse horrorfilm uit 1992, geregisseerd door Francis Ford Coppola. Het is een verfilming van de roman Dracula van Bram Stoker. Hoofdrollen worden vertolkt door Gary Oldman, Keanu Reeves, Anthony Hopkins en Winona Ryder.

## Verhaal
De film begint met een proloog die zich afspeelt in het jaar 1462. De Roemeense heerser Vlad Dracula verslaat met zijn soldaten het Turkse leger in een grote veldslag. Bij zijn thuiskomst blijkt zijn vrouw Elisabeta zelfmoord te hebben gepleegd omdat ze had gehoord dat Vlad was gesneuveld op het slagveld. Wetende dat de ziel van zijn vrouw voor altijd verdoemd zal zijn omdat ze zelfmoord gepleegd heeft, keert Vlad zich tegen God en zweert op een dag uit de dood te zullen herrijzen om Elisabeta te wreken. Vlad wordt een vampier onder de naam Dracula, afgeleid van zijn familienaam, Dracul (duivel), en zoon van (zoon van de duivel).
Eeuwen later reist de Engelse makelaar Jonathan Harker af naar Transsylvanië om bij graaf Dracula de verkoop van het landhuis Carfax Abbey af te ronden. De graaf heeft dit landhuis recentelijk gekocht omdat hij van plan is naar Engeland te verhuizen. Harker ontmoet Dracula in zijn kasteel. Al meteen is duidelijk dat er vreemde dingen in het kasteel gebeuren. Tijdens het tekenen van de papieren ziet de graaf een foto van Harkers verloofde Wilhelmina "Mina" Murray. Zij lijkt sprekend op Elisabeta. Dracula is ervan overtuigd dat ze de reïncarnatie is van zijn overleden vrouw. Dracula vertrekt meteen na de verkoop naar Engeland. Hij laat Harker achter in zijn kasteel met zijn drie bruiden, die eveneens vampieren zijn.
Dracula arriveert in Londen in een kist, die meteen naar de Abbey wordt gebracht. Toevallig ligt Dracula’s nieuwe landhuis dicht bij het huis van Mina. Dracula richt zijn aandacht het eerst op Mina’s vriendin, Lucy Westenra. Door haar bloed wordt de oude graaf weer jong. In zijn jonge gedaante bezoekt hij Mina, maar bijt haar nog niet. In plaats daarvan biedt hij haar wat absint aan in de hoop dat dit bij haar herinneringen aan haar vorige leven zal oproepen. De twee worden langzaam verliefd. Ondertussen gaan door Dracula’s toedoen Lucy’s gezondheid snel achteruit. Haar drie beste vrienden, Quincey Morris, Dr. John Seward en Arthur Holmwood roepen de hulp in van de arts Abraham van Helsing. Hij herkent Lucy’s ziekte als het gevolg van een vampier. Hij probeert haar in leven te houden met een bloedtransfusie.
Jonathan slaagt erin uit het kasteel van Dracula te ontsnappen, en een klooster te bereiken. Hieruit stuurt hij Mina een bericht. Mina is dolgelukkig dat Jonathan in orde is en vertrekt meteen naar het klooster om hem op te halen. Razend van jaloezie vermoordt Dracula Lucy. Na Lucy’s begrafenis leidt Van Helsing Arthur, Seward en Morris naar de crypte waarin ze begraven ligt, en toont hen dat Lucy nu zelf een vampier is. Geschrokken drijven de vier mannen haar een staak door het hart en onthoofden haar. Volgens Van Helsing is dat de manier om een vampier onschadelijk te maken.
Harker en Mina keren getrouwd terug naar Londen. Samen met Van Helsing, Seward, Morris en Arthur beginnen ze de jacht op de vampier die Lucy heeft gedood. Dankzij Jonathans informatie wordt het de groep als snel duidelijk dat Dracula de dader is. Ze dringen zijn landhuis binnen en vernietigen zijn kisten. De graaf houdt zich verborgen. Wanneer Mina even alleen is, zoekt de graaf haar op. Hij bekent dat hij inderdaad de moordenaar van Lucy is, maar dat hij er niets aan kan doen. Hij is nu een vervloekt monster. Mina geeft toe dat ze nog steeds gevoelens voor de graaf heeft, wat bevestigt dat ze inderdaad de reïncarnatie van zijn vrouw is. Ze drinkt wat van Dracula’s bloed net voordat de vampierjagers de kamer binnenstormen. Dracula vlucht weg, maar niet voordat hij Mina tot zijn bruid verklaart.
Mina begint langzaam te veranderen in een vampier. Van Helsing, wetende dat Mina en Dracula nu met elkaar zijn verbonden, gebruikt hypnose om te achterhalen waar Dracula is. De graaf blijkt weer op weg te zijn naar Transsylvanië. De groep zet koers naar de haven van Varna om de graaf te onderscheppen. Dracula komt echter dankzij zijn connectie met Mina achter het plan van de groep, en ontloopt hen met gemak. Tevens roept hij de hulp in van een groep zigeuners. De jagers splitsten zich op. Van Helsing en Mina gaan naar Dracula’s kasteel, terwijl de anderen de zigeuners bezighouden.
Die nacht kamperen Van Helsing en Mina net buiten het kasteel. De drie bruiden zoeken het kamp op, en hun aanwezigheid zorgt dat Mina’s vampierhelft de overhand krijgt. Ze valt Van Helsing aan, maar die kan haar op afstand houden met wijwater. Tevens houdt hij de bruiden op afstand met een ring van vuur. Wanneer de zon opkomt wordt Mina weer menselijk. Van Helsing dringt het kasteel binnen, en doodt de drie bruiden.
Die avond nadert Dracula’s koets het kasteel, vergezeld door de zigeuners en achtervolgd door Morris, Holmwood en Harker. Dracula roept Mina telepathisch op om een spreuk te gebruiken die een windvlaag oproept en zo de jagers tegenwerkt. Voor de poort van het kasteel breekt een gevecht uit tussen de jagers en de zigeuners. Morris wordt dodelijk verwond, maar de jagers slagen erin de zigeuners te verslaan. Net op dat moment gaat de zon onder en breekt Dracula uit zijn kist. Hij bevecht nu zelf de jagers. Harker slaagt erin de keel van de graaf door te snijden terwijl Morris de graaf in het hart steekt met zijn mes. De gewonde graaf strompelt richting zijn kasteel, terwijl Mina de groep op afstand houdt met een geweer. De graaf haalt het kasteel. Ondertussen bezwijkt Morris aan zijn verwondingen.
In het kasteel strompelt de gewonde Dracula naar de kapel waarin hij eeuwen terug zijn haat tegen God verklaarde. Terwijl hij sterft, veroudert zijn lichaam razendsnel. Mina zoekt hem op en de twee delen een laatste kus. Op wonderbaarlijke wijze wordt de schade aan de kapel hersteld. Blijkbaar heeft God Dracula vergeven voor zijn daden. De graaf wordt weer even jong, en sterft vervolgens.

## Rolverdeling
| Acteur           | Personage                     |
| ---------------- | ----------------------------- |
| Gary Oldman      | Graaf Dracula                 |
| Winona Ryder     | Mina Murray / Elisabeta       |
| Anthony Hopkins  | Professor Abraham van Helsing |
| Keanu Reeves     | Jonathan Harker               |
| Richard E. Grant | Dr. John Seward               |
| Cary Elwes       | Lord Arthur Holmwood          |
| Billy Campbell   | Quincey Morris                |
| Sadie Frost      | Lucy Westenra                 |
| Tom Waits        | R.M. Renfield                 |
| Monica Bellucci  | Dracula's Bruid               |
| Michaela Bercu   | Dracula's Bruid               |
| Florina Kendrick | Dracula's Bruid               |
| Jay Robinson     | Mr. Hawkins                   |

## Achtergrond

### Verschillen met het boek
Dit is een van de meer getrouwe verfilmingen van Bram Stokers roman, in tegenstelling tot bijvoorbeeld de film uit 1931 van Universal Studios en de verfilming uit 1958 van Hammer Film Productions, die allebei grote afwijkingen in de plot vertonen. In deze film is daglicht bijvoorbeeld niet dodelijk voor Dracula, terwijl dit in veel andere verfilmingen wel het geval is. Toch zijn er enkele details die duidelijk afwijken:
- Mina lijkt in de film de reïncarnatie van Dracula's vroegere vrouw, en heeft ook een romantische affaire met de vampier.
- In het boek zijn het Jonathan Harker en Quincey Morris die Dracula met hun messen doden. In de film verwonden ze hem op dezelfde wijze, maar is het Mina die hem daarna uit zijn lijden verlost, door hem te onthoofden.
- In het boek worden Renfields krankzinnigheid en zijn dienstbaarheid aan Dracula niet verklaard. In de film is hij echter Jonathans voorganger, die krankzinnig uit Transsylvanië is teruggekomen.
- Lucy's moeder, de aan een ernstige hartkwaal lijdende mevrouw Westenra, komt in de film niet voor. In het boek is het mede aan haar onwetendheid te wijten, dat Dracula toegang tot Lucy krijgt, wat hen beiden noodlottig wordt.
- In het boek spreekt de als koetsier vermomde Dracula "een voortreffelijk Duits", spreekt Dracula accentloos Engels met Jonathan, "maar met een vreemde intonatie", en spreken de graaf en zijn concubines onderling geen Roemeens, maar Duits. Hierdoor kan Jonathan verstaan wat ze zeggen, wat voor hem de dreiging vergroot.
- Ook aan het uiterlijk van de graaf is getornd. De enige film waarin hij de besnorde, in het zwart geklede Victoriaanse edelman is die Bram Stoker in zijn roman beschrijft, is de in 1969 door Jess Franco geregisseerde El Conde Drácula, waarin Sir Christopher Lee de graaf gestalte geeft.

### Casting
Johnny Depp was Coppola's eerste keus voor de rol van Jonathan Harker. Uiteindelijk moest hij onder druk van de studio kiezen voor Keanu Reeves.

### Filmen
De meeste effecten, zoals de schaduw van de graaf, werden op de set gerealiseerd, zonder digitale effecten. Technisch gezien heeft Keanu Reeves een geldig kerkelijk huwelijk met Winona Ryder. Dit komt omdat er tijdens de opnames echte priesters werden gebruikt tijdens de huwelijksceremonie waarbij de officiële rites werden gebruikt.

### Verschillende versies
Voordat de film in première ging, werden er ongeveer 38 stukjes uitgeknipt. De meeste van deze aanpassingen vonden plaats nadat een testpubliek negatief reageerde op de eerste versie van de film.
Er zijn wel versies van de film in omloop waarin 10 tot 15 minuten aan verwijderde scènes opnieuw zijn toegevoegd. In de trailer van de film zijn veel van de later verwijderde dialogen en scènes alsnog verwerkt.
In 1998 werd een aangepaste versie van de film uitgezonden op FOX. In deze versie is het personage Renfield geheel uit de film geknipt. Verder zijn in sommige scènes dialogen opnieuw ingesproken, en is in sommige scènes ander beeldmateriaal ingevoegd om de originele scène te vervangen. Zo is Lucy’s vernietiging in deze versie niet te zien maar enkel te horen.

### Reacties
De film werd positief ontvangen door critici. De visuele stijl van de film en de acteerprestaties van Anthony Hopkins en Gary Oldman werden geprezen. De acteerprestatie van Keanu Reeves werd daarentegen gezien als een minpunt. De film was ook qua opbrengst een succes. In totaal bracht de film wereldwijd $215.862.692 op

### Promotie
De film bracht een grote promotiecampagne met zich mee. Zo zijn er een bordspel, flipperkastspel en videospel van de film verschenen. Verder is de film verwerkt tot een vierdelig stripboek, en is er een ruilkaartspel van uitgebracht.

## Prijzen en nominaties
| Jaar | Prijs               | Categorie                          | Genomineerde(n)                                                  | Uitslag     |
| ---- | ------------------- | ---------------------------------- | ---------------------------------------------------------------- | ----------- |
| 1993 | ASCAP Award         | Top Box Office Films               | Wojciech Kilar                                                   | Gewonnen    |
| 1993 | Academy Award       | Beste kostuums                     | Eiko Ishioka                                                     | Gewonnen    |
| 1993 | Academy Award       | Beste geluidseffecten              | Tom C. McCarthy, David E. Stone                                  | Gewonnen    |
| 1993 | Academy Award       | Beste grime                        | Greg Cannom, Michèle Burke, Matthew W. Mungle                    | Gewonnen    |
| 1993 | Academy Award       | Beste Art Direction-Set Decoration | Thomas E. Sanders, Garrett Lewis                                 | Genomineerd |
| 1993 | Saturn Award        | Beste acteur                       | Gary Oldman                                                      | Gewonnen    |
| 1993 | Saturn Award        | Beste kostuums                     | Eiko Ishioka                                                     | Gewonnen    |
| 1993 | Saturn Award        | Beste regisseur                    | Francis Ford Coppola                                             | Gewonnen    |
| 1993 | Saturn Award        | Beste horrorfilm                   | -                                                                | Gewonnen    |
| 1993 | Saturn Award        | Beste scenario                     | James V. Hart                                                    | Gewonnen    |
| 1993 | Saturn Award        | Beste actrice                      | Winona Ryder                                                     | Genomineerd |
| 1993 | Saturn Award        | Beste grime                        | Greg Cannom, Matthew W. Mungle, Michèle Burke                    | Genomineerd |
| 1993 | Saturn Award        | Beste muziek                       | Wojciech Kilar                                                   | Genomineerd |
| 1993 | Saturn Award        | Beste speciale effecten            | Roman Coppola                                                    | Genomineerd |
| 1993 | Saturn Award        | Beste mannelijke bijrol            | Anthony Hopkins                                                  | Genomineerd |
| 1993 | CFCA Award          | Beste cinematografie               | Michael Ballhaus                                                 | Gewonnen    |
| 1993 | Hugo Award          | Best Dramatic Presentation         | -                                                                | Genomineerd |
| 1993 | MTV Movie Award     | Beste kus                          | Gary Oldman, Winona Ryder                                        | Genomineerd |
| 1994 | BAFTA Film Award    | Beste kostuumontwerp               | Eiko Ishioka                                                     | Genomineerd |
| 1994 | BAFTA Film Award    | Beste grime                        | Greg Cannom, Michèle Burke, Matthew W. Mungle                    | Genomineerd |
| 1994 | BAFTA Film Award    | Beste productieontwerp             | Thomas E. Sanders                                                | Genomineerd |
| 1994 | BAFTA Film Award    | Beste speciale effecten            | Roman Coppola, Gary Gutierrez, Michael Lantieri, Gene Warren Jr. | Genomineerd |
| 1994 | Fotogramas de Plata | beste buitenlandse film            | Francis Ford Coppola                                             | Gewonnen    |